# جيف بيتس (مغني، مواليد 1963)
جيف بيتس (بالإنجليزية: Jeff Bates)‏ هو مغن مؤلف ومغني أمريكي، ولد في 19 سبتمبر 1963.

## وصلات خارجية
- جيف بيتس على موقع ميوزك برينز (الإنجليزية)
- جيف بيتس على موقع أول ميوزيك (الإنجليزية)
- جيف بيتس على موقع ديسكوغز (الإنجليزية)